# Маркарьян, Сергей Николаевич
Сергей Николаевич (Седрак Микаэлович) Маркарьян (Маркарян) (1898, Степанаван — 1937, Москва) — руководящий сотрудник советских органов государственной безопасности и охраны правопорядка, председатель ГПУ Армянской ССР, заместитель начальника ГУРКМ ОГПУ-НКВД СССР, директор милиции. Расстрелян в «особом порядке», реабилитирован посмертно.

## Биография
Уроженец города Степанаван (Армения), из армянской семьи. Член РСДРП(б) с 1915 года. Образование высшее. В органах ВЧК-ГПУ-НКВД с 1918 года. 
В начале 1920-х годов — помощник начальника отдела политического контроля. С 1929 года председатель ГПУ Армянской ССР. На февраль 1932 года помощник начальника Главной Инспекции по милиции и УГРО ОГПУ СССР. С 1932 года по 1937 года  заместитель начальника ГУРКМ ОГПУ-НКВД СССР. Перед арестом органами НКВД работал заместителем начальника Управления НКВД Саратовской области. Директор милиции.

## Репрессии
Арестован в Саратове 13 июня 1937 года  по обвинению в «участии в антисоветском заговоре в органах НКВД». Этапирован в Москву. Внесен в Сталинский расстрельный список в «особом порядке» от 3 октября 1937 года («за» 1-ю категорию (расстрел)  Сталин, Молотов, Каганович ). Расстрелян после оформления приговора в «особом порядке» 8 октября 1937 года вместе с группой руководящих и оперативных сотрудников НКВД СССР.  Место захоронения — спецобъект НКВД «Коммунарка».  23 июня 1956 года ВКВС СССР реабилитирован посмертно.

## Награды
- Знак «Почётный работник ВЧК-ГПУ».